# Liste der Abgeordneten zum Oberösterreichischen Landtag (IX. Wahlperiode)
Diese Liste der Abgeordneten zum Oberösterreichischen Landtag (IX. Wahlperiode) listet alle Abgeordneten zum Oberösterreichischen Landtag in der X. Wahlperiode auf. Die Wahlperiode reichte vom 26. Jänner 1897 bis zum 18. Juli 1902.

## Landtagsabgeordnete
| Name                        | Wählerklasse               | Region                 | Anmerkung                                          |
| --------------------------- | -------------------------- | ---------------------- | -------------------------------------------------- |
| Baldinger Josef             | Landgemeinden              | Wahlbezirk Vöcklabruck | ab 5. Oktober 1897 für Josef Wagner                |
| Baumgartner Cölestin        | Großer Grundbesitz         |                        |                                                    |
| Beurle Karl                 | Städte und Industrialorte  | Linz                   |                                                    |
| Blöchl Franz                | Landgemeinden              | Wahlbezirk Freistadt   |                                                    |
| Böheim Josef                | Städte und Industrialorte  | Linz                   |                                                    |
| Bsteh Rudolf                | Landgemeinden              | Wahlbezirk Wels        |                                                    |
| Dierzer von Traunthal Emil  | Handels- und Gewerbekammer |                        |                                                    |
| Dirmeier Johann             | Landgemeinden              | Wahlbezirk Ried        | ab 12. Juni 1902 für Franz Niedermayr              |
| Doblhamer Gregor            | Landgemeinden              | Wahlbezirk Schärding   | am 9. Februar 1899 verstorben                      |
| Doblhofer Josef             | Landgemeinden              | Wahlbezirk Ried        |                                                    |
| Doppelbauer Franz Maria     | Virilstimme                |                        |                                                    |
| Dworzak Hans                | Großer Grundbesitz         |                        |                                                    |
| Ebenhoch Alfred             | Landgemeinden              | Wahlbezirk Rohrbach    |                                                    |
| Eberstaller Johann          | Städte und Industrialorte  | Wahlbezirk Enns        | am 28. März 1899 verstorben                        |
| Eltz August                 | Großer Grundbesitz         |                        | ab 25. Oktober 1898 für Michael von Kast           |
| Erb Leopold                 | Städte und Industrialorte  | Wahlbezirk Kirchdorf   |                                                    |
| Esser Hermann               | Großer Grundbesitz         |                        |                                                    |
| Ezdorf Josef                | Großer Grundbesitz         |                        | ab 25. Oktober 1898 für Karl Forstner von Billau   |
| Faigl Johann                | Landgemeinden              | Wahlbezirk Linz        | am 19. Jänner 1899 verstorben                      |
| Fellner Josef               | Städte und Industrialorte  | Wahlbezirk Vöcklabruck |                                                    |
| Forstner von Billau Karl    | Großer Grundbesitz         |                        | bis 7. September 1898                              |
| Fuchs Leopold               | Landgemeinden              | Wahlbezirk Rohrbach    |                                                    |
| Grasböck Theobald           | Großer Grundbesitz         |                        |                                                    |
| Gyri Adolf                  | Städte und Industrialorte  | Ried                   |                                                    |
| Hauser Johann Nepomuk       | Landgemeinden              | Wahlbezirk Schärding   | ab 14. Juni 1899 für Gregor Doblhammer             |
| Heindl Leopold              | Städte und Industrialorte  | Wahlbezirk Grein       |                                                    |
| Hinsenkamp Heinrich         | Städte und Industrialorte  | Wahlbezirk Urfahr      |                                                    |
| Hofreiter Nikolaus          | Städte und Industrialorte  | Wahlbezirk Braunau     |                                                    |
| Hölzl Markus                | Städte und Industrialorte  | Wahlbezirk Schärding   | ab 10. Juli 1899 für Eduard Kyle                   |
| Huber Ignaz                 | Landgemeinden              | Wahlbezirk Wels        |                                                    |
| Huemer Franz                | Landgemeinden              | Wahlbezirk Kirchdorf   |                                                    |
| Jäger Ernst                 | Städte und Industrialorte  | Linz                   |                                                    |
| Kaltenbrunner Alois         | Städte und Industrialorte  | Wahlbezirk Gmunden     | bis Februar 1901                                   |
| Kaltenbrunner Franz         | Landgemeinden              | Wahlbezirk Gmunden     | ab 19. Dezember 1899 für Johann Rogl               |
| Kern Leopold                | Städte und Industrialorte  | Wahlbezirk Freistadt   |                                                    |
| Kyrle Eduard                | Städte und Industrialorte  | Wahlbezirk Schärding   | bis 1899                                           |
| Lachinger Johann            | Landgemeinden              | Wahlbezirk Vöcklabruck |                                                    |
| Mayr Max                    | Landgemeinden              | Wahlbezirk Linz        | ab 15. März 1899 für Johann Faigl                  |
| Muhr Michael                | Städte und Industrialorte  | Wahlbezirk Enns        | ab 10. Juli 1899 für Johann Eberstaller            |
| Müller Eduard               | Handels- und Gewerbekammer |                        |                                                    |
| Niedermayr Franz            | Landgemeinden              | Wahlbezirk Ried        | am 30. März 1902 verstorben                        |
| Plaß Johann                 | Landgemeinden              | Wahlbezirk Steyr       |                                                    |
| Poeschl Rudolf              | Städte und Industrialorte  | Wahlbezirk Rohrbach    |                                                    |
| Rammer Mathias              | Landgemeinden              | Wahlbezirk Grein       |                                                    |
| Reininger Karl              | Handels- und Gewerbekammer |                        | ab 4. Oktober 1900 für Johann Evangelist Wimhölzel |
| Revertera Nikolaus          | Großer Grundbesitz         |                        | bis 1897                                           |
| Rogl Johann                 | Landgemeinden              | Wahlbezirk Gmunden     | am 1. Oktober 1899 verstorben                      |
| Schachinger Karl            | Städte und Industrialorte  | Wahlbezirk Eferding    |                                                    |
| Schauer Johann              | Städte und Industrialorte  | Wels                   |                                                    |
| Schmidlechner Franz         | Landgemeinden              | Wahlbezirk Braunau     |                                                    |
| Schönlechner Erasmus        | Landgemeinden              | Wahlbezirk Steyr       |                                                    |
| Stigler Victor              | Städte und Industrialorte  | Steyr                  |                                                    |
| Vesco Josef                 | Städte und Industrialorte  | Wahlbezirk Gmunden     | ab 18. März 1901 für Alois Kaltenbrunner           |
| von Gagern Karl             | Großer Grundbesitz         |                        |                                                    |
| von Hayden zu Dorff Sigmund | Großer Grundbesitz         |                        | ab 2. Dezember 1897 für Nikolaus Revertera         |
| von Kast Michael            | Großer Grundbesitz         |                        | bis 1898                                           |
| Wagner Josef                | Landgemeinden              | Wahlbezirk Vöcklabruck | am 15. März 1897 verstorben                        |
| Weißenwolff Konrad          | Großer Grundbesitz         |                        |                                                    |
| Willnauer Vincenz           | Großer Grundbesitz         |                        |                                                    |
| Wimhölzel Johann Evangelist | Handels- und Gewerbekammer |                        | am 15. August 1900 verstorben                      |
| Wührer Max                  | Landgemeinden              | Wahlbezirk Braunau     |                                                    |
| Zehetmayr Johann            | Landgemeinden              | Wahlbezirk Schärding   |                                                    |